# Jan Neruda
Jan Nepomuk Neruda (Praga, 9 de julho de 1834 — Praga, 22 de agosto de 1891) foi um poeta, contista, dramaturgo e novelista checo, um dos principais representantes do realismo checo e membro da chamada Escola de Mayo. Sua obra mais reconhecida é Contos de Malá Strana (1877), livro de relatos sobre a pequena burguesia de Praga, cujo lugar é um bairro calmo.
Seu nome serviu de inspiração para o nome de pena do escritor chileno Pablo Neruda.

## Biografia
Jan nasceu em Praga em 1834 no "Pequeno Bairro" encostado ao Castelo. O pai era vendedor de fruta, mais tarde de tabaco, a mãe era mulher-a-dias.
Torna-se jornalista democrata-liberal e poeta e escritor.

## Principais obras
- Hřbitovní kvítí (As Flores de cemitério), 1857
- Knihy veršů (O Livro de versos), 1867
- Zpěvy páteční ("Canções de sexta-feira"), 1869
- Povídky malostranské 1877, ISBN 0-8371-9344-3
- Písně kosmické (Cantos cósmicos), 1878
- Balady a romance ("Baladas e romances)", 1878–83
- Prosté motivy ("Motivos simples"), 1883